# 누스 (1928년 영화)
《누스》(The Noose)는 미국에서 제작된 존 프란시스 딜론 감독의 1928년 영화이다. 리처드 바델메스 등이 주연으로 출연하였고 헨리 호버트 등이 제작에 참여하였다.

## 출연

### 주연
- 리처드 바델메스
- 몬타구 러브

### 조연
- 로버트 에멧 오코너
- 제이 이튼
- 리너 바스퀘트
- 델마 토드
- 에드워드 브래디
- 프레드 워렌
- 찰스 기블린
- 어니스트 힐리어드
- 에밀 샤타드
- 욜라 다브릴
- 케이 잉글리쉬